# Kaikohe

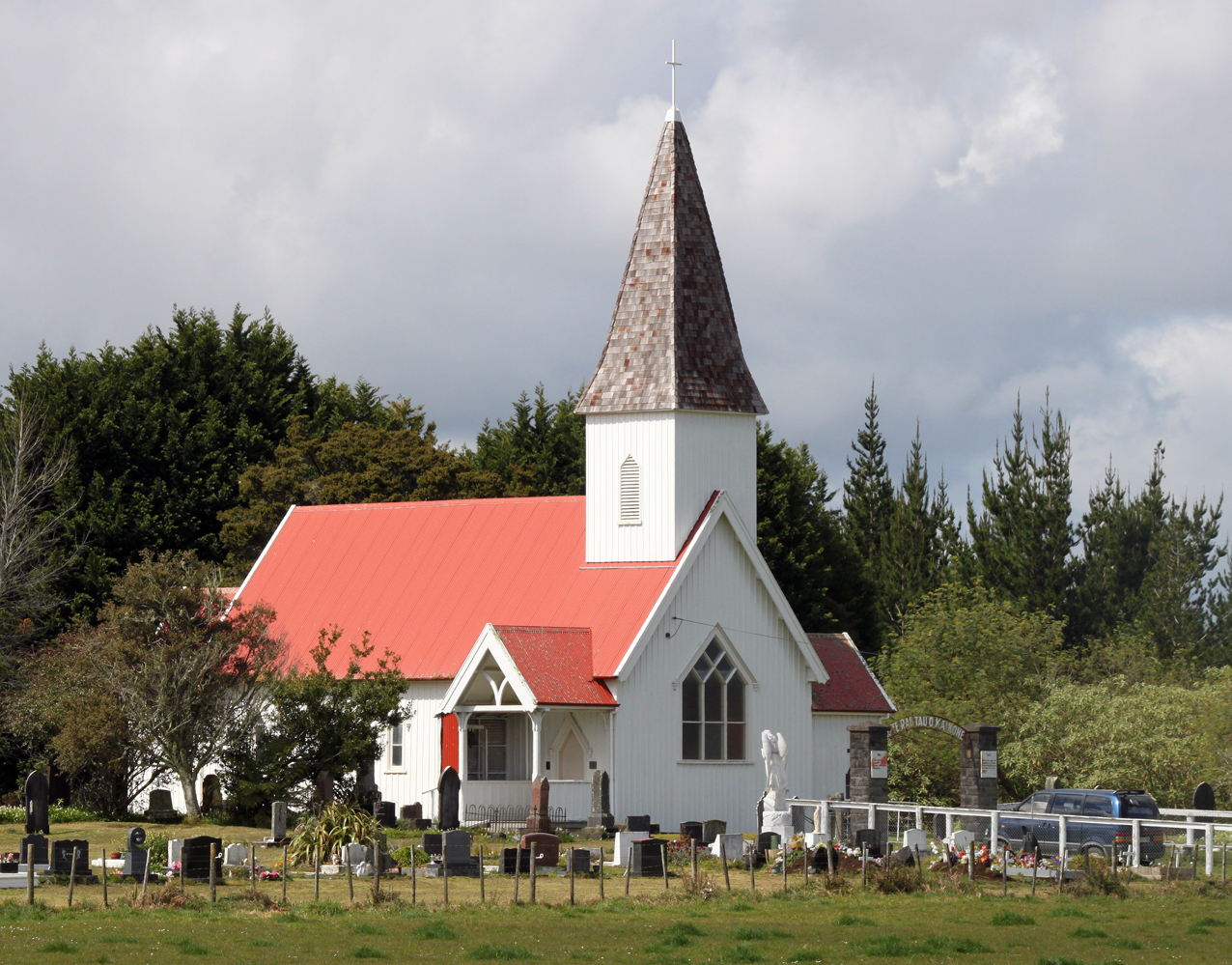
Aperahama Church, Kaikohe

Kaikohe is een plaats in de regio Northland op het Noordereiland van Nieuw-Zeeland, 260 kilometer ten noorden van Auckland. Het is de op een na grootste plaats in deze regio, en het service centrum voor een gebied met 28.000 inwoners.

## Geschiedenis
Kaikohe is het centrum van de rijke cultuur van de Māori stam Ngapuhi iwi. Na een gevecht met een rivaliserende stam vestigde krijgshoofd Hone Heke zich in Kaikohe en stierf er in 1850. Zijn neefje Hone Heke een Māori afgevaardigde in het parlement leefde ook in  Kaikohe. In 1911 werd er een monument voor hem onthuld door de toenmalige Minister-President Tui Carroll.